# 地球氷解事紀
『地球氷解事紀』（ちきゅうひょうかいごときの、ちきゅうひょうかいじき）は、谷口ジローによるSF漫画作品。1987年から1988年に『月刊アフタヌーン』（講談社）に「イシュメル 地球氷解事紀」のタイトルで連載され、その後1988年から1991年に『モーニング』（講談社）に不定期連載された。
コミックスはモーニングKCデラックス（講談社）から全2巻が発売され、後にアクションコミックス（双葉社）から全2巻で再刊された。なお、作品名は講談社版は「ちきゅうひょうかいごときの」、双葉社版は「ちきゅうひょうかいじき」となっている。また、双葉社版は『ICE AGE CHRONICLE OF THE EARTH』の副題が添えられている。